# Annemarie Rost
Annemarie Rost (* 19. September 1924 in Dresden; † 2018) war eine der bedeutendsten Bühnenbildnerinnen der DDR.

## Leben und Werk
Annemarie Rost absolvierte von 1939 bis 1942 eine Lehre als Damenschneiderin. Von 1942 bis 1944 besuchte sie in Berlin die Textil- und Modeschule der Reichshauptstadt, die vormalige Reimann-Schule, eine städtische höhere gewerbliche Fachschule am Warschauer Platz 6–8, in der der Meistertitel erworben werden konnte. Dabei wohnte sie bei ihrer Tante in Berlin-Pankow. Als deren Wohnung 1944 ausgebombt wurde, musste sie die Ausbildung abbrechen, und sie zog mit der Tante zu ihren Eltern nach Dresden. Dort arbeitete Annemarie Rost als Zugbegleiterin bei der Deutschen Reichsbahn. Sie erlebte am 13. Februar 1944 die Luftangriffe auf Dresden, nach denen sie mit ihren Verwandten in das Erzgebirge ging.
Sie hatte schon seit ihrer Lehrzeit Zeichnungen gemacht, u. a. als Entwürfe für ein chinesisches Theaterstück. Damit fuhr sie nach dem Ende des Zweiten Weltkriegs nach Berlin und sprach bei Helene Weigel und Bertolt Brecht am Berliner Ensemble vor. Brecht sagte, dass er sie nicht einstellen könne, und riet ihr, erst ihre Ausbildung zu Ende zu bringen. Daraufhin bewarb sie sich an der Hochschule für Bildende Künste Dresden. Dort studierte sie von 1947 bis 1952 bei Karl von Appen Bühnenbild. Sie gehörte zur ersten Generation von Bühnenbildnern nach dem Ende des Zweiten Weltkriegs. Als Appen 1954 als Chefbühnenbildner ans Berliner Ensemble geholt wurde, nahm er sie mit und bezog sie in seine Inszenierung des Kaukasischen Kreidekreises ein.
Annemarie Rost arbeitete als Bühnenbildnerin bis zum Tod Brechts 1956 am Berliner Ensemble und dann am Deutschen Theater, am Maxim-Gorki-Theater und an der Volksbühne Berlin und als Gast an weiteren Theatern, so dem Metropol-Theater Berlin, dem Schauspielhaus Karl-Marx-Stadt, dem Volkstheater Rostock und dem dänischen Odense Teater.
Außer mit Brecht arbeitete Annemarie Rost u. a. mit den Regisseuren Benno Besson, Fritz Bornemann, Ottofritz Gaillard, Karl Gassauer, Albert Hetterle, Angelika Hurwicz, Ernst Kahler, Peter Kupke, Wolfgang Langhoff, Käthe Rülicke-Weiler, Horst Schönemann, Helmut Straßburger, Wolfgang E. Struck und Manfred Wekwerth zusammen. Bei den Ausstattungsarbeiten waren, neben Karl von Appen, Fritz Cremer, Manfred Grund (1929–2015), Josef Svoboda und Peter Sykora ihre Partner. Unter Einbezíehung ihrer frühen Dresdner Arbeiten und der Ausbildungszeit war sie an über 130 Projekten beteiligt.
Neben ihrer beruflichen Tätigkeit machte Annemarie Rost von 1959 bis 1961 ein externes Studium an der Filmhochschule Babelsberg.
Ab 1982 war sie Lehrerin am Ostberliner Institut für Schauspielregie und an der Staatlichen Theaterschule Kopenhagen.
2000 schuf Annemarie Rost, angeregt von einem Kupferstich Lodovico Ottavio Burnacinis, das Tableau Hommage au Théâtre, eine Collage aus Laserkopien ihrer Kostümentwürfe, Porträtskizzen und Malerei für das Theater von 1944–1994. Darauf sind 168 Köpfen und Figuren von Schauspielern, Regisseuren, Dichtern, Komponisten, Sängern, Tänzern, Intendanten, Bühnenbildnern und Politikern zu sehen. Das Werk wurde 2004 in der Berliner Akademie der Künste im Hanseatenweg ausgestellt.
Annemarie Rost war Mitglied des Verbands Bildender Künstler der DDR. Die Akademie der Künste übernahm 2001 ihr Archiv, das über 2000 Blatt Bühnenbildentwürfe, Kostümszenarien, Figurinen und Arbeiten für Film und Fernsehen umfasst.

## Ausstellungsbeteiligungen (mutmaßlich unvollständig)
- 1959: Berlin, Deutsche Akademie der Künste („Bühnenbilder aus den Jahren 1945–1958“)
- 1977: Berlin, Bezirkskunstausstellung
- 1977/1978, 1982/1983 und 1987/1988: Dresden, VIII. bis X. Kunstausstellung der DDR